# Verwaltungsgemeinschaft Vorfläming
In der Verwaltungsgemeinschaft Vorfläming waren im sachsen-anhaltischen Landkreis Anhalt-Zerbst die Gemeinden Buhlendorf, Deetz, Grimme, Nedlitz, Polenzko, Reuden, Straguth und Zernitz sowie die Stadt Lindau zusammengeschlossen. Am 1. Januar 2005 wurde sie mit den Verwaltungsgemeinschaften Loburg (ohne die Gemeinden Ladeburg und Leitzkau) und Zerbster Land zur neuen Verwaltungsgemeinschaft Elbe-Ehle-Nuthe zusammengeschlossen.